# Wycieraczka

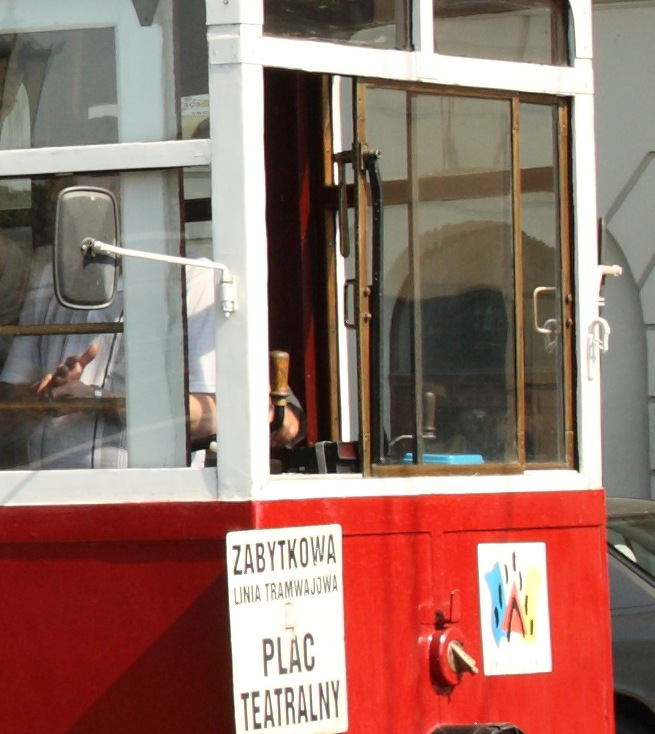
Przednie okno tramwaju LH Standard (z 1925 r.); na zewnątrz widoczne pióro wycieraczki, a od wewnątrz połączona z tym piórem dźwignia, którą motorniczy przesuwał je po szybie

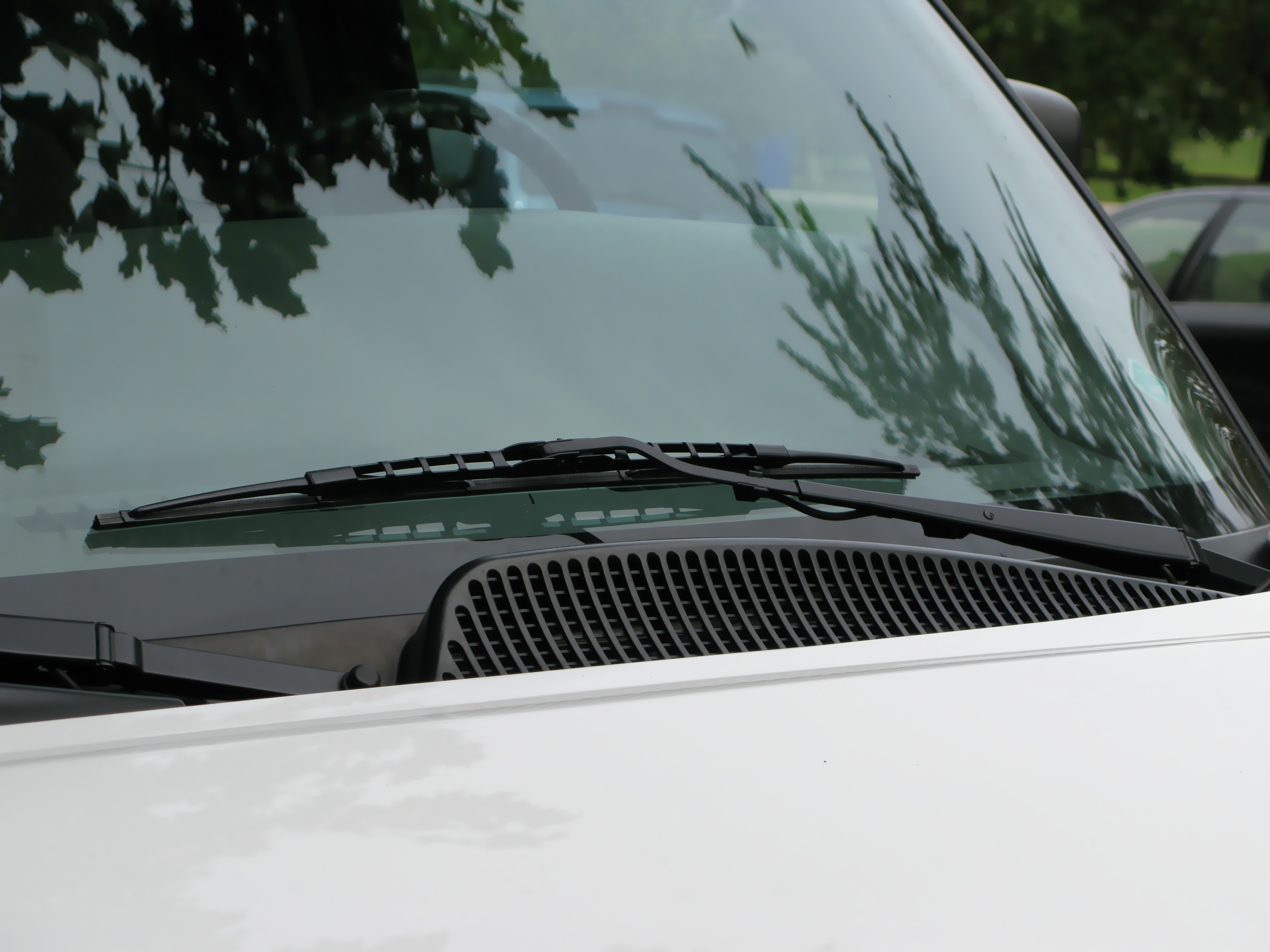
Wycieraczka na szybie samochodu

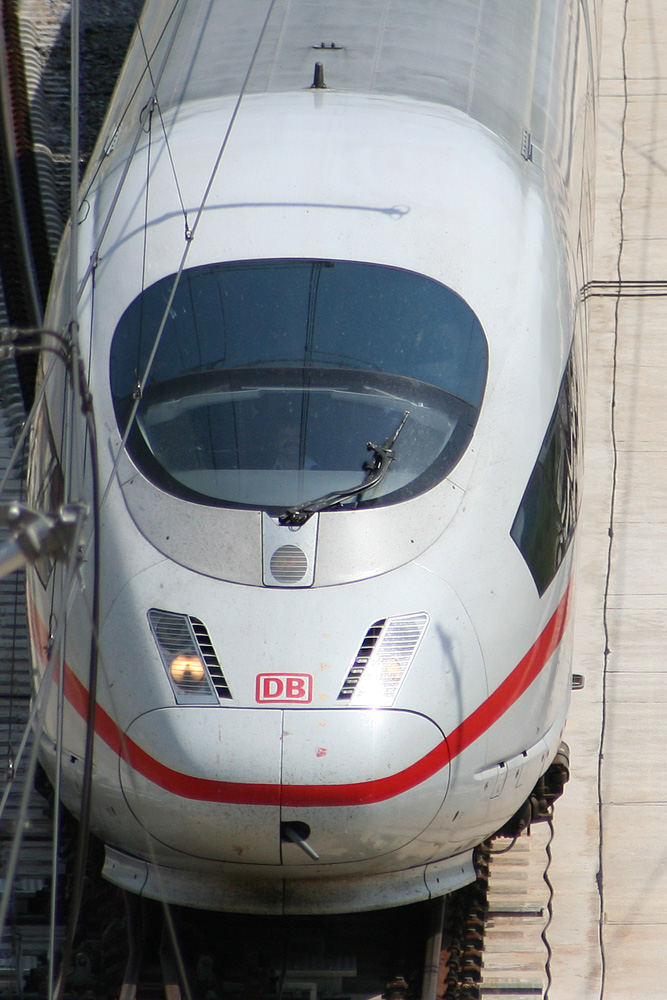
Szyba ICE 3 z jedną wycieraczką

Wycieraczka – element wyposażenia samochodu albo innego pojazdu wyposażonego w przednią szybę (tramwaj, autobus, trolejbus, lokomotywa, pociąg, samolot, a także statek, prom, barka, koparka, ładowarka, kombajn albo ciągnik rolniczy), mający za zadanie ścieranie z niej deszczu, mżawki, gradu, śniegu i błota podczas jazdy.
Pierwsze projekty pojawiły się na początku XX wieku, w 1903 patent został przyznany Mary Anderson oraz Irlandczykowi Jamesowi Henry'emu Apjohnowi, w 1911 kapitanowi Gladstone'owi Adamsowi, a w 1917 Charlotte Bridgwood.
Jedną z osób, którym przypisuje się ten wynalazek,  był Polak, Józef Hofmann (1876–1957), którego pomysł wdrożony został do seryjnej produkcji w fabryce Forda.

## Budowa i działanie
Najczęściej stosowana konstrukcja to długi cienki pasek gumy, zwany piórem, rozciągnięty na metalowym lub plastikowym uchwycie, który przesuwany jest mechanicznie po zewnętrznej powierzchni szyby okna pojazdu.
Ruch wycieraczki po szybie może być wywoływany bądź to przy pomocy ręcznej dźwigni uruchamianej z wnętrza kabiny kierowcy pojazdu, bądź (obecnie najczęściej) przy pomocy niewielkiego elektrycznego silnika z odpowiednią przekładnią, włączanego w razie potrzeby przez kierowcę lub przez czujnik wykrywający deszcz. Dawniej stosowano też podciśnieniowe pneumatyczne systemy poruszania wycieraczkami.

## Usterki wycieraczek samochodowych
Uszkodzenia, jakie najczęściej spotykają wycieraczki samochodowe, to najczęściej usterki mechaniczne. Może dojść do uszkodzenia elementów przekładni, ramion oraz samych piór wycieraczek. Czasem zdarzają się również awarie elektroniki w postaci przepalenia bezpiecznika, awarii silniczka napędzającego wycieraczki lub przełącznika przy kierownicy. Usterki mechaniczne powstają najczęściej w wyniku nieostrożnego użytkowania naszych wycieraczek. Szczególnie niebezpieczne są sytuacje, w których wycieraczka jest przymarznięta do szyby lub na powierzchni szkła znajdują się zamarznięte krople wody.

## Rodzaje wycieraczek
- Wycieraczki przegubowe - (potocznie klasyczne lub tradycyjne) - starszy typ wycieraczek, stosowany w starszych samochodach. Są to wycieraczki, które posiadają metalowe stelaże z przegubami, które spełniają rolę równomiernego dociskania pióra do szyby, tak aby równomiernie zbierały wodę z każdej części szyby. Ich wadą jest głośniejsza praca w porównaniu do wycieraczek nowszego typu.

- Wycieraczki bezprzegubowe - (potocznie płaskie) - obecnie stosowany typ wycieraczek, w które są zaopatrywane fabrycznie nowe samochody. W porównaniu do klasycznych wycieraczek przegubowych pozbawione są ruchomych elementów, czyli stelażu z przegubami. Takiego typu wycieraczki, oprócz lepszego wyglądu łatwiej jest oderwać od szyby podczas mrozów i są mniej narażone na korozję. Ich podstawową wadą jest wysoka cena w stosunku do wycieraczek starszego typu.

## Samochody
Współczesne samochody wyposażone są najczęściej w dwie wycieraczki na szybie przedniej, z których jedna przeciera lewą, a druga prawą część szyby, wykonując ruch współbieżny lub przeciwbieżny. Zdarza się, że w celu oczyszczenia większej powierzchni szyby, pióra wycieraczek mają różne długości. Niektóre samochody zamiast dwóch przednich wycieraczek mają jedną, poruszającą się po obwodzie fragmentu okręgu (Citroën AX) lub często pióro wycieraczki wykonuje ruch nie po obwodzie fragmentu okręgu, tylko po mimośrodzie, dzięki czemu oczyszczana jest większa część powierzchni szyby – w droższych modelach samochodów). Tylna szyba również bywa (w samochodach wersji hatchback i kombi) wyposażona w wycieraczkę – zazwyczaj jedną. Większe pojazdy wyposażone są czasem w trzy współbieżnie pracujące wycieraczki.
Oprócz wycieraczki współczesne pojazdy wyposażone są także zazwyczaj w spryskiwacze szyb, które ułatwiają oczyszczenie okna z zabrudzeń – błota oraz osadzającego się na szybach kurzu i pyłu, coraz częściej zdarza się, że system spryskiwania szyby umieszczony jest bezpośrednio na wycieraczkach.
Wycieraczki w wersji znacznie pomniejszonej montuje się też niekiedy na szkłach świateł drogowych i mijania samochodów, szczególnie w samochodach skandynawskich i terenowych.

## Inne pojazdy
Pojazdy inne niż samochody wyposażone są przeważnie w pojedyncze wycieraczki na tych spośród szyb, przez które widoczność jest dla kierującego istotna, na przykład w lokomotywie albo pociągu. Wycieraczki stosowane są – obok ekranu Kenta – również w sterówkach jednostek pływających.

Różne układy wycieraczek